# マルガレータ・フレドクッラ

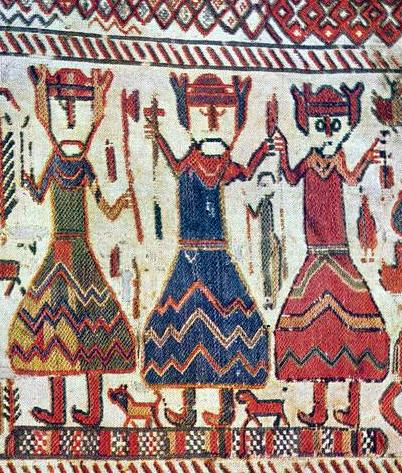
北欧の三王の会議を描いたタペストリー。ここでマルガレータとノルウェー王の婚約が決められた。

マルガレータ・フレドクッラ（スウェーデン語：Margareta Fredkulla, 1080年代 - 1130年11月4日）は、スウェーデン王女でノルウェー王マグヌス3世の王妃、およびデンマーク王ニルスの王妃。また、マルガレータは事実上のデンマーク摂政もつとめた。ノルウェー語およびデンマーク語ではマルグレーテ（Margrete）、古ノルド語ではマルグレート（Margret）。フレドクッラ（Fredkulla）とは「平和の少女」の意。

## 生涯
マルガレータはスウェーデン王インゲ1世とヘレナとの娘である。生年月日および生地は不明である。

### ノルウェー王妃
1101年、マルガレータはノルウェー王マグヌス3世と結婚した。この結婚はスウェーデンとノルウェーの平和条約の一環として決められた。このためマルガレータはフレドクッラ（平和の少女）とよばれた。マルガレータはスウェーデンの広大な領地、おそらくヴェステルイェートランドを持参金としてもたらした。1103年、夫マグヌス3世が死去し、すぐにマルガレータはノルウェーを去った。この結婚で子供はいなかった。マルガレータがノルウェーを去ったことは、彼女がノルウェーに残ることを期待していたノルウェー人にとって侮辱と感じ、マルガレータは聖オーラヴの聖遺物を盗んだとして非難された。

### デンマーク王妃
1105年、マルガレータはデンマーク王ニルスと再婚した。ニルスは1104年にデンマーク王となっていたが、統治能力に欠け、国の決定事項をマルガレータに任せきりの王であったといわれている。ニルスの承認を得て、マルガレータはデンマークを統治した。マルガレータは賢明な統治者であったといわれており、デンマークと祖国スウェーデンの間の関係は、マルガレータが王妃であった間は非常に平和であった。「国の統治は寛大な王妃マルガレータに大いに委ねられており、外国人はデンマークの統治は女性の手の中にあると述べていた。」といわれていた。マルガレータは自身の硬貨を鋳造したが、これは同時代の王妃では唯一の例である。この時期に鋳造された硬貨には「Margareta-Nicalas（マルグレーテ＝ニルス）」という銘が刻まれていた。
マルガレータの父インゲ1世は1110年に死去し、スウェーデン王位はインゲ1世の甥らが継承した。マルガレータの姉クリスティーナはノヴゴロドに住んでおり、父の遺産の相続人となるにはあまりに遠くにいたため、マルガレータと妹カタリーナが遺産の相続人となった。マルガレータはその遺産をノルウェーの姪イングリッド（兄ラグンヴァルドの娘、ノルウェー王ハーラル4世の妃）とデンマークの姪インゲボルガ（姉クリスティーナの娘、デンマーク王子クヌーズ・レーヴァートの妃）にそれぞれ4分の1ずつ分け与えたことが知られている。
1114年、マルガレータはカーンの教会への寄付の礼としてエタンプのテオバルド（en）から手紙を受け取っている。

### 死
マルガレータは1130年に死去し、その後ニルスはスウェーデン王インゲ2世の王妃であったウルヴヒル・ホーコンスダッタと再婚した。スウェーデンにおけるマルガレータの遺領は、後に息子マグヌスがスウェーデン王位を要求するときの拠点となった。マルガレータの従兄弟インゲ2世が死去した際、マグヌスはインゲ1世の最年長の孫としてスウェーデン王位を要求し、マグヌス1世として王位についた。

## 子女
デンマーク王ニルスとの間に2男がいる。
- インゲ・ニルスン - 幼少時に早世
- マグヌス1世（1106年頃 - 1134年） - スウェーデン王（1125年 - 1130年）